# Codex Sassoon 1053

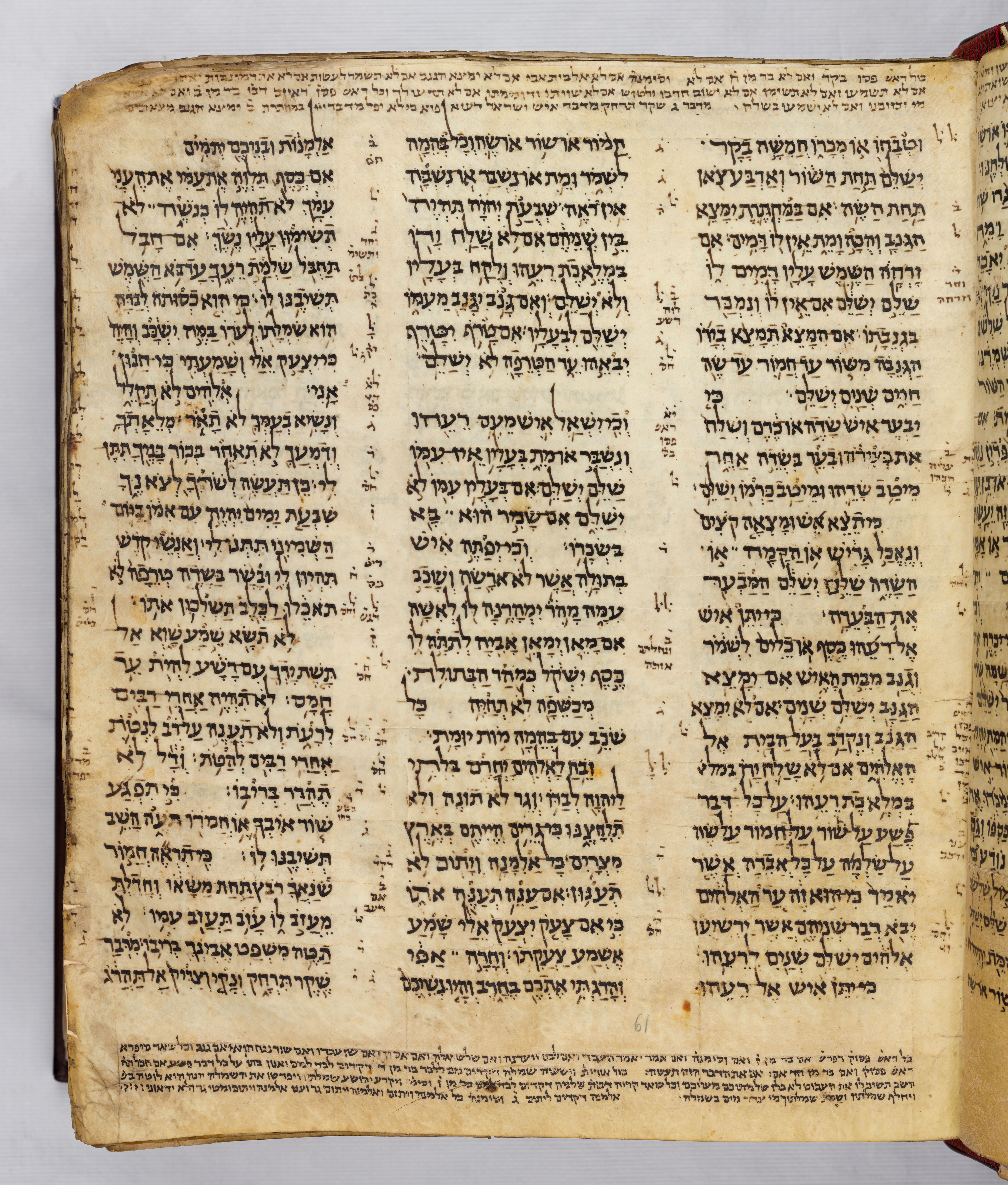
Exode 21-23 (f. 61) dans le Codex S1 (photographie par Ardon Bar-Hama).

Codex S1 (ou MS1; anciennement Codex Sassoon 1053 ou encore Safra, JUD 002) est un codex massotérique comprenant les 24 livres de la bible hébraïque, daté du Xe siècle ap. J.-C., Il est aujourd'hui considéré comme étant aussi vieux que le Codex d'Alep, et un siècle plus ancien que le Codex de Leningrad. Certaines estimations le datent néanmoins du IXe siècle ap. J.-C..
Alors que le Codex d'Alep ne contient que 60% des textes de la Bible hébraïque, il ne manque au Codex S1 que 12 feuilles entières avec néanmoins des pertes plus ou moins importantes sur des centaines d'autres feuilles,.

## Nom
S1 est ainsi nommé d'après le nom de l'un de ses anciens propriétaires David Solomon Sassoon (en) (1880-1942). Ce dernier a d'ailleurs donné son nom à d'autres manuscrits comme le Pentateuque de Damas (Codex Sassoon 507),.

## Composition de l'ouvrage
S1 est un ouvrage daté au carbone 14 entre Xe siècle av. J.-C. et la fin du IXe siècle av. J.-C. Il mesure environ 30,5 cm sur 35,5 cm et possède une simple reliure en cuir datant du XXe siècle.

## Histoire et provenance
Durant les premiers siècles après sa vie, il passe de main en main dans la région du Moyen-Orient sans que l'on connaisse précisément chaque propriétaire. Néanmoins, on connait certains d'entre eux : de Khalaf ben Abraham, il est devenu la propriété de Isaac ben Ezekiel al-Attar puis de ses fils Ezekiel et Maimon,.
Au XIIIe siècle, il est la propriété d'une synagogue de Makisin, aujourd'hui Markada (مَرْكَدَة), dans le Gouvernorat de Hassaké de Syrie. Après la destruction de cette synagogue (soit par les Mongols à la fin du XIIIe siècle, ou par les Timourides au début du XVe siècle), le codex devient la propriété de Salama ibn Abi al-Fakhr le temps de la reconstruction du lieu de culte, ce qui n'arrivera finalement jamais,.